# Сен-Бартелеми-ле-Мей
Сен-Бартелеми́-ле-Мей (фр. Saint-Barthélemy-le-Meil, окс. Sant Barthélemy le Meil) — коммуна во Франции, находится в регионе Рона — Альпы. Департамент коммуны — Ардеш. Входит в состав кантона Ле-Шейлар. Округ коммуны — Турнон-сюр-Рон.
Код INSEE коммуны — 07215.

## Население
Население коммуны на 2008 год составляло 211 человек.
| 1962 | 1968 | 1975 | 1982 | 1990 | 1999 | 2008 |
| ---- | ---- | ---- | ---- | ---- | ---- | ---- |
| 317  | 285  | 239  | 229  | 223  | 222  | 211  |

## Экономика
В 2007 году среди 130 человек в трудоспособном возрасте (15—64 лет) 91 были экономически активными, 39 — неактивными (показатель активности — 70,0 %, в 1999 году было 66,2 %). Из 91 активных работали 87 человек (52 мужчины и 35 женщин), безработных было 4 (1 мужчина и 3 женщины). Среди 39 неактивных 9 человек были учениками или студентами, 17 — пенсионерами, 13 были неактивными по другим причинам.